# Donna di La Brea
Donna di La Brea, La Brea Woman in inglese, sono i resti fossili di uno scheletro appartenuto ad una donna, rinvenuti nel 1914 nei pozzi di catrame di La Brea Tar Pits a Los Angeles negli Stati Uniti d'America.

## Caratteristiche
Si ritiene che la donna, vissuta circa 10.250 anni fa, avesse tra i 17 e 28 anni al momento della sua morte, causata da un colpo ricevuto alla testa, e fosse alta meno di un metro e mezzo.

## Ritrovamento
Lo scheletro fu ritrovato associato ai resti di un cane, facendo così ipotizzare che la donna fosse stata sepolta con un rituale funebre, ma studi del 2016 hanno datato le ossa dell'animale a circa 3.000 anni fa, dimostrando quindi l'inconsistenza di questa ipotesi.